# Олександрівка (Копачівська сільська громада)
Олекса́ндрівка — село в Україні, у Луцькому районі Волинської області. Входить до складу Копачівської сільської громади. Населення становить 248 осіб.

## Географія
Селом протікає річка Стир.

## Населення
За переписом населення України 2001 року в селі мешкало 247 осіб. 100 % населення вказало своєю рідною мовою українську мову.